# Saint-Floret
Saint-Floret – miejscowość i gmina we Francji, w regionie Owernia-Rodan-Alpy, w departamencie Puy-de-Dôme.
Według danych na rok 1990 gminę zamieszkiwało 259 osób, a gęstość zaludnienia wynosiła 21 osób/km² (wśród 1310 gmin Owernii Saint-Floret plasuje się na 593. miejscu pod względem liczby ludności, natomiast pod względem powierzchni na miejscu 727.).
Saint-Floret, położone w głębokiej dolinie Couze Pavin, zaliczane jest do najpiękniejszych wiosek Francji. Znajduje się kilka cennych zabytków średniowiecznych. W centrum wioski zamek z donżonem z XIII wieku, w którym znajdują się średniowieczne malowidła naścienne przedstawiające historię Tristana i Izoldy. Po drugiej stronie rzeki, na urwistym zboczu znajduje się Chastel, romańska kaplica z XII wieku. Obok kaplicy można znaleźć pozostałości niewielkiego średniowiecznego cmentarza, gdzie groby wykute były w skale.